# 클라썸
클라썸은 2018년 KAIST 출신의 이채린 대표와 최유진 대표가 함께 설립한 에듀테크 기업이다. 클라썸은 AI 기반 교육 및 지식 공유 플랫폼으로 교육부터 지식과 노하우 공유까지 모두 가능하다. 구성원 간 소통 활성화를 유도하고, 이를 기반으로 축적된 데이터를 AI로 즉각 활용 가능한 환경을 조성한다. 최근 기존 AI 솔루션을 고도화해 내부 데이터를 바탕으로 답변과 출처를 제공하는 ’AI 도트 2.0’을 출시하며 큰 호응을 얻었다. 클라썸은 기존 LMS 또는 시스템과 연동할 수 있고, 기능별 모듈을 자유롭게 선택해 사용할 수 있다. 여기에 줌, 패들렛, 카훗 등 다양한 툴도 연동해 통합 가능하다. 
지금까지 사용기관 수는 전 세계 32개국 11,000여 개로, 삼성, LG, 현대, 서울대학교, KAIST, 연세대학교 등 기업 및 학교, 기관 등에서 전방위로 사용 중이다. 또한, 지난해 매출이 전년도 대비 291% 달성하는 등 고성장도 이어가고 있다. 2022년 스타트업 혹한기에도 실리콘밸리와 한국에서 151억 원 규모의 Pre-B 투자를 유치해 누적 투자금은 225억 원을 기록했다. 
2021년엔 글로벌 에듀테크 대회인 GES Awards HP Track에서 전 세계 1위를 차지하며 독보적인 경쟁력을 인정 받았고, 이후 포브스 ‘아시아 100대 유망 기업(Forbes Asia 100 to watch)’ 선정, 미국 상무부가 주최한 ‘Select USA’, WTO 사무총장과의 간담회에 참여하는 등 국제 무대에서도 큰 주목을 받고 있다. 
클라썸은 ‘모두가 마음껏 잠재력을 펼칠 수 있도록’이라는 미션을 가지고, 플랫폼, 콘텐츠, 사람이 연결되는 생태계를 바탕으로 성장의 선순환 체계를 구축하는 비전을 실현하고 있다.

## 역사
2017
- 클라썸 1.0 출시

2018
- 주식회사 클라썸 설립
- 제7회 정주영 창업경진대회 대상[1]
- 크립톤, 카이스트 청년 창업 투자 지주로부터 Pre Series A 투자 유치[2]
- Microsoft Imagine Cup (전 세계 소프트웨어 경진대회) World Finalist 한국 대표, APAC(아시아태평양지역) 대표 선정

2019
- 빅베이슨 캐피탈, 스마일게이트 인베스트먼트로부터 약 11억 투자 유치
- Facebook 인큐베이터 남산 랩, Samsung C-Lab Outside 선정

2020
- GSV CUP ELITE 200 FINALIST 전 세계 가장 혁신적인 교육 스타트업 200 선정
- 중소기업벤처부에서 ‘착한 스타트업' 지정
- ICT 스타트업 해외진출캠프 해외 검증 수행기업 선정

2021
- 미국 실리콘밸리 스톰벤처스 등으로부터 약 60억 투자 유치
- Forbes 30 Under 30 선정 ‘아시아 30세 이하 리더 30인' 선정
- Forbes Asia 100 to Watch 선정 ‘아시아 100대 유망 기업' 선정
- 한국경제신문사 주관 코리아 AI 스타트업 100 선정[3]
- 제2회 아이뉴스24 '소셜DNA혁신상' 협력상 수상[4]
- GES Awards HP Track Winner & Global Finalist[5]

2022
- XTC Global Finalist (TOP 10 Education, UNICEF Edtech)[6]
- 클라썸 4.0 업데이트
- 두나무앤파트너스, 빅베이슨캐피탈 등으로부터 151억 투자 유치

2023
- 2023 SXSW 부스 개최
- 미국 상무부 주관 SelectUSA 참여

## 기능
기관 개설
기관 관리
- 공간 복제 기능: 공간을 복제할 수 있어 반복적으로 커리큘럼을 구성할 때 편리하다.

공간 만들기
- 공간 설정: 공간명, 역할, 태그 등을 미리 설정한다. 물론 추후 수정이 가능하다.

콘텐츠
- 콘텐츠 만들기: 실시간/영상 강의, 노트, 링크, 퀴즈 등 형태의 교육 콘텐츠를 만들 수 있다.
- 줌 녹화 영상 자동 업로드: 줌 회의 및 강의를 녹화하여 클라썸 콘텐츠로 자동 업로드할 수 있다.
- 수강률 확인: 영상 강의에서 참여자별 수강률을 확인할 수 있고, 미참여자에게 별도로 푸시 알림을 보낼 수 있다.
- 섹션: 사용자가 직접 섹션을 만들 수 있다. 섹션은 무제한으로 만들 수 있다.
- 라이브러리: 기관 내외부 콘텐츠 탐색 및 학습을 할 수 있으며, '콘텐츠 마켓 플레이스'를 통해 다양한 제휴사의 콘텐츠를 자유롭게 신청하고 수강할 수 있다.

커뮤니티
- 게시글 고정: 게시글을 커뮤니티 상단에 고정할 수 있다.
- 긴급 알림: 공간에 있는 모든 구성원에게 푸시 알림을 보낼 수 있다.
- 질문하기: 익명 질의응답 기능이 있다.
- 피드백 주고받기: 1:1 대화를 할 수 있다.
- AI DOT: AI DOT 1.0은 유사한 질문을 찾아 추천하는 기능이고, AI DOT 2.0은 기관 내 데이터를 바탕으로 자동 답변과 출처를 제공해 사용자가 직접 신뢰도를 판단할 수 있다.
- 검색/필터/태그: 원하는 게시글만 모아볼 수 있다. 태그 기능을 통해 유사한 글을 묶어 체계적으로 아카이빙할 수 있다.
- 이모티콘: ‘저도 궁금해요', ‘짝짝', ‘좋아요' 등 다른 참여자의 게시글에 공감할 때 사용한다.
- 첨부 파일: 게시글 작성 시 영상, 이미지 파일, 코드, 수식 등을 첨부할 수 있으며, 유튜브 영상의 경우 임베드가 가능하다.
- 챌린지: 구성원 누구나 챌린지를 개설하고 실시간 달성률을 확인하여 동기 부여를 강화하고, 통계 및 참여 내역을 간편하게 확인할 수 있다.

통계와 분석
- 분류: 공간별/인원별/기관별 통계와 데이터를 제공한다.
- 파일 다운로드: 통계 자료를 엑셀 및 pdf 파일로 다운받을 수 있다.

설문
- 설문 조사지를 작성하고 설문을 진행할 수 있다.

기타
- 기존에 쓰고 있던 LMS를 연동해 사용할 수 있다.
- 원하는 기능만 골라 커스터마이징하여 사용할 수 있다.

## 파트너십
줌·패들렛·카훗 등 다양한 에듀테크 서비스와 독점 파트너십을 체결했다.

## 참고 자료
EO 인터뷰 : ‘실리콘밸리가 주목한 카이스트 단톡방’ (2020.04.13)
MKTV 김미경 TV 인터뷰 : ‘스타트업 현실판 수지가 바로 여기!! 드라마 보다 더 드라마 같은 25세 CEO의 사업 성공기!’ (2020.12.21.)
머니투데이 : ‘줌·유튜브·게더에 패들렛까지…클라썸, 에듀테크 허브 노린다’ (2022.02.23)
매일경제 : ‘연세대, 클라썸 AI '도트' 최초 적용…학생이 묻고 AI가 답한다’ (2022.03.30)
매일경제 : "회사업무 무엇이든 물어보세요"…교육소통 플랫폼 '클라썸' 열풍 (2022.07.10)
한국경제: 최유진·이채린 공동대표, 마케터·개발자로 만나 1시간 만에 창업 '의기투합' (2022.08.09)
동아일보: 눈치 안보고 질문할 수 없을까? 강의별 소통 플랫폼으로 해결 (2022.11.24)
머니투데이: 32개국이 반한 K-교육 플랫폼 '클라썸', LG화학·오설록에도 공급 (2022.12.23)
매일경제: 클라썸, 사내용 챗GPT인 ‘AI 도트 2.0’ 출시…현업 필요한 정보 제때 활용도와 (2023.02.23)
매일경제: 클라썸, 전년 대비 매출 약 300% 달성…삼성, LG, 현대 등 기업 잇따라 도입 (2023.03.09)
파이낸셜뉴스 인터뷰: 챗GPT 'AI 도트'..."사내 데이터 활용 기업 생산성 높인다” (2023.05.28)